# 湖の見知らぬ男
『湖の見知らぬ男』（みずうみのみしらぬおとこ、L'Inconnu du lac）は、2013年のフランスのサスペンス・スリラー映画。
アラン・ギロディ監督の長編4作目の作品で、出演はピエール・ドゥラドンシャンとクリストフ・パウなど。
ゲイ男性が集まる場で起きた殺人事件の行方を描いた官能ミステリ映画。
第66回カンヌ国際映画祭では「ある視点」部門監督賞とクィア・パルムを受賞した。また、第39回セザール賞では作品賞をはじめとする8部門でノミネートされ、主演のドゥラドンシャンが有望若手男優賞を受賞した。
日本では、2014年の1月から2月にかけて開催された第17回カイエ・デュ・シネマ週間や、同年7月に開催された第23回東京国際レズビアン&ゲイ映画祭で上映された他、2023年1月27日から3月27日までJAIHOで配信された。その後、2025年3月22日から「〈特集上映〉アラン・ギロディ監督特集」として『ミゼリコルディア』と『ノーバディーズ・ヒーロー』とともに劇場公開された。

## ストーリー
フランクは、ゲイの男性に人気の発展場である湖のヌーディストビーチとその周囲の森を定期的に訪れている。そこでフランクは、恋人の女性と別れてビーチで孤独を求めている年上の男性アンリと、フランクが一目惚れしたハンサムな男性ミシェルと親しくなる。
ある晩、フランクはミシェルが湖で男性を溺れさせているのを目撃する。その光景に恐怖を感じながらも、ミシェルに惹かれる気持ちを抑えられないフランクはミシェルを追い続ける。溺れた男の死体が発見され、身元が判明すると、刑事がビーチにいた男たちを尋問し始める。フランクは、事件が起きた夜には何も異常なことは見なかったと刑事に証言する。フランクとミシェルの関係は進展していくが、ミシェルがビーチ以外で会うことを拒むことにフランクは次第に不満を募らせる。
ここ数日に起きた出来事を直感で正確に捉えたアンリは、フランクにミシェルのことを警告する。フランクが泳ぎに行くと、アンリはミシェルと対峙し、殺人犯だと知っていると告げる。アンリは森に散歩に出かけると、意味ありげにミシェルを振り返る。フランクが戻ってくると、ビーチは閑散としていた。森に入ると、背の高い草むらからミシェルが立ち去るのを目撃する。草むらに入ると、喉を掻き切られたアンリがいた。アンリはフランクに、望みは叶ったと告げて事切れる。ミシェルに追われたフランクは、木々の間に逃げ込んで隠れる。フランクはそこから、ミシェルがナイフでダムローダー警部の腹を刺すのを目撃する。
夜が訪れ、辺りが暗闇に覆われても、フランクは隠れたままである。ミシェルは隠れているフランクに向けて声をかけ、フランクの愛が必要だから一緒に夜を過ごしたいと告げる。フランクが応えないでいると、ミシェルはさらに森の奥深くへとフランクを探しに行く。しばらくして、フランクはうずくまって隠れていた場所から立ち上がり、ミシェルの名前を何度も呼び続ける。

## キャスト
- フランク: ピエール・ドゥラドンシャン
- ミシェル: クリストフ・パウ（フランス語版）
- アンリ: パトリック・ダスンサオ（フランス語版）
- ダムローダー警部: ジェローム・シャパット
- エリック: マチュー・ヴェルヴィッシュ - 覗き魔。

## 製作

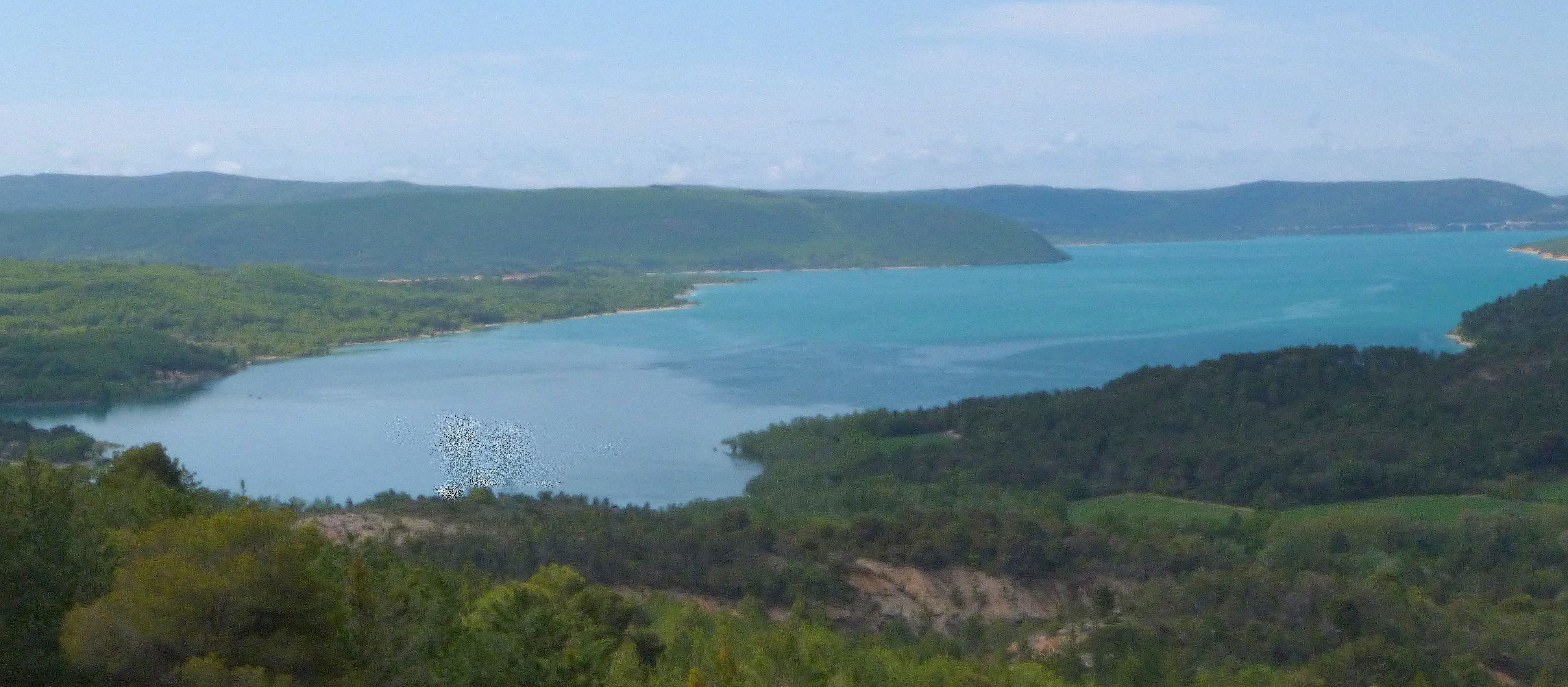
サント＝クロワ湖

本作には本番シーン（非擬似性交シーン）があり、アラン・ギロディ監督と俳優たちは、自分たちでそのシーンを撮影するのは気まずいとの判断に至り、ボディダブルを使って撮影された。
主要撮影は全て屋外で行われるため、フランスで最も日照時間が長い2つの地域に協力を要請したところ、最終的にプロヴァンス＝アルプ＝コート・ダジュールのサント＝クロワ湖でロケ撮影することになった。

## 作品の評価

### 映画批評家によるレビュー
アロシネによれば、フランスの26のメディアによる評価の平均点は5点満点中4.2点である。Rotten Tomatoesによれば、103件の評論のうち高評価は94%にあたる97件で、批評家の一致した見解は「セクシーでスマート、そしてダークなユーモアに満ちた『湖の見知らぬ男』は、示唆に富むドラマを求める成人映画ファンにとって観応えのある作品である。」となっている。Metacriticによれば、26件の評論のうち、高評価は25件、賛否混在は1件、低評価はなく、平均点は100点満点中82点となっている。
2013年カイエ・デュ・シネマ誌ベストテン第1位を獲得している。

### 受賞歴
| 賞                     | 部門                   | 対象者                                        | 結果       | 参照         |
| ---------------------- | ---------------------- | --------------------------------------------- | ---------- | ------------ |
| 第66回カンヌ国際映画祭 | 「ある視点」部門監督賞 | アラン・ギロディ                              | 受賞       | [ 3 ]        |
| 第66回カンヌ国際映画祭 | クィア・パルム         |                                               | 受賞       | [ 3 ]        |
| 第39回セザール賞       | 作品賞                 |                                               | ノミネート | [ 7 ] [ 18 ] |
| 第39回セザール賞       | 監督賞                 | アラン・ギロディ                              | ノミネート | [ 7 ] [ 18 ] |
| 第39回セザール賞       | 助演男優賞             | パトリック・ダスンサオ                        | ノミネート | [ 7 ] [ 18 ] |
| 第39回セザール賞       | 有望若手男優賞         | ピエール・ドゥラドンシャン                    | 受賞       | [ 7 ] [ 18 ] |
| 第39回セザール賞       | 脚本賞                 | アラン・ギロディ                              | ノミネート | [ 7 ] [ 18 ] |
| 第39回セザール賞       | 撮影賞                 | クレール・マトン                              | ノミネート | [ 7 ] [ 18 ] |
| 第39回セザール賞       | 音響賞                 | - フィリップ・グリヴェル - ナタリー・ヴィダル | ノミネート | [ 7 ] [ 18 ] |
| 第39回セザール賞       | 編集賞                 | ジャン＝クリストフ・イム                      | ノミネート | [ 7 ] [ 18 ] |